# ایو شووو
ایو شووو (فرانسوی: Yves Chauveau‎؛ زادهٔ ۱۴ آوریل ۱۹۴۵) بازیکن فوتبال اهل فرانسه بود.
از باشگاه‌هایی که در آن بازی کرده‌است می‌توان به باشگاه فوتبال موناکو و باشگاه فوتبال المپیک لیون، اشاره کرد.
وی همچنین در تیم ملی فوتبال فرانسه بازی کرده‌است.